# ヴェス
ヴェス（Vess Soda）は、アメリカ合衆国の飲料メーカーである。ヴェス・ソーダは、主にミズーリ州セントルイスの大都市圏で製造され、最近ではカナダのドルラマ、ジャイアントタイガーの拠点を通じて製造および販売している。同社1916年に設立された。アッシュビル、ラファイエット、アンダーソン、シンシナティなどのいくつかの場所に植物を瓶詰めしていた。現在、Cott Beveragesが所有している。
脚注
1. ↑  “Control brands | Refresco” (英語). www.refresco-na.com. 2025年2月10日閲覧。